# Єронім Малицький
Єронім Малицький (хресне ім'я Йосиф; 8 серпня 1865, Теребовля — 2 березня 1925, Ужгород) — український церковний діяч, священник УГКЦ, василіянин, педагог. Один із провідників реформи монастирів василіянської провінції святого Миколая на Закарпатті.

## Життєпис
Народився 8 серпня 1865 року в м. Теребовля на Тернопільщині в заможній міщанській сім'ї. Навчався у Тернопільській гімназії. 8 вересня 1882 року вступив до Василіянського Чину на новіціят у Добромильський монастир. Саме тоді розпочалася реформа Василіянського Чину, що її проводили єзуїти і Йосиф Маліцький був одним із перших кандидатів до реформованого новіціяту в Добромилі. Після новіціяту в 1884 році бр. Єронім (таке нове ім'я він отримав під час обряду облечин у монашу одіж) ще докінчував гімназійні студії в Добромилі, а потім студіював філософію і богослов'я в єзуїтській колегії в Кракові. 22 травня 1887 року склав вічні обіти у Василіянському Чині, а 9 вересня 1888 року отримав священниче рукоположення.
Після висвячення виконував найрізноманітніші душпастирські та адміністративні обов'язки в Чині. Спочатку був у Добромилі, потім один рік студіював схоластичне богослов'я у Кракові (1894). У 1895—1896 роках — ігумен монастиря святого Онуфрія у Львові, 1896—1897 роки — викладач філософії та етики в Лаврові, 1897—1898 — соцій магістра в Добромилі, 1898—1899 — соцій тодішнього протоігумена василіян єзуїта Міхала Мицєльського. З 11 листопада 1899 року до 13 листопада 1901 року був ігуменом Лаврівського монастиря, а з 13 листопада 1901 до 15 липня 1902 року — ігумен у Кристинополі, після чого був ректором у Крехові (до 15 травня 1905). У 1905—1906 роках знову був ректором у Кристинополі, а від 1906 до 1920 року постійно проживав у Львівському монастирі. Ще від 1902 року був протоконсультором, а з серпня 1904 року знову обраний на цей уряд (до 1917), також у 1904—1917 роках був прокуратором (економом). Після капітули 1917 року став секретарем провінції і знову прокуратором.

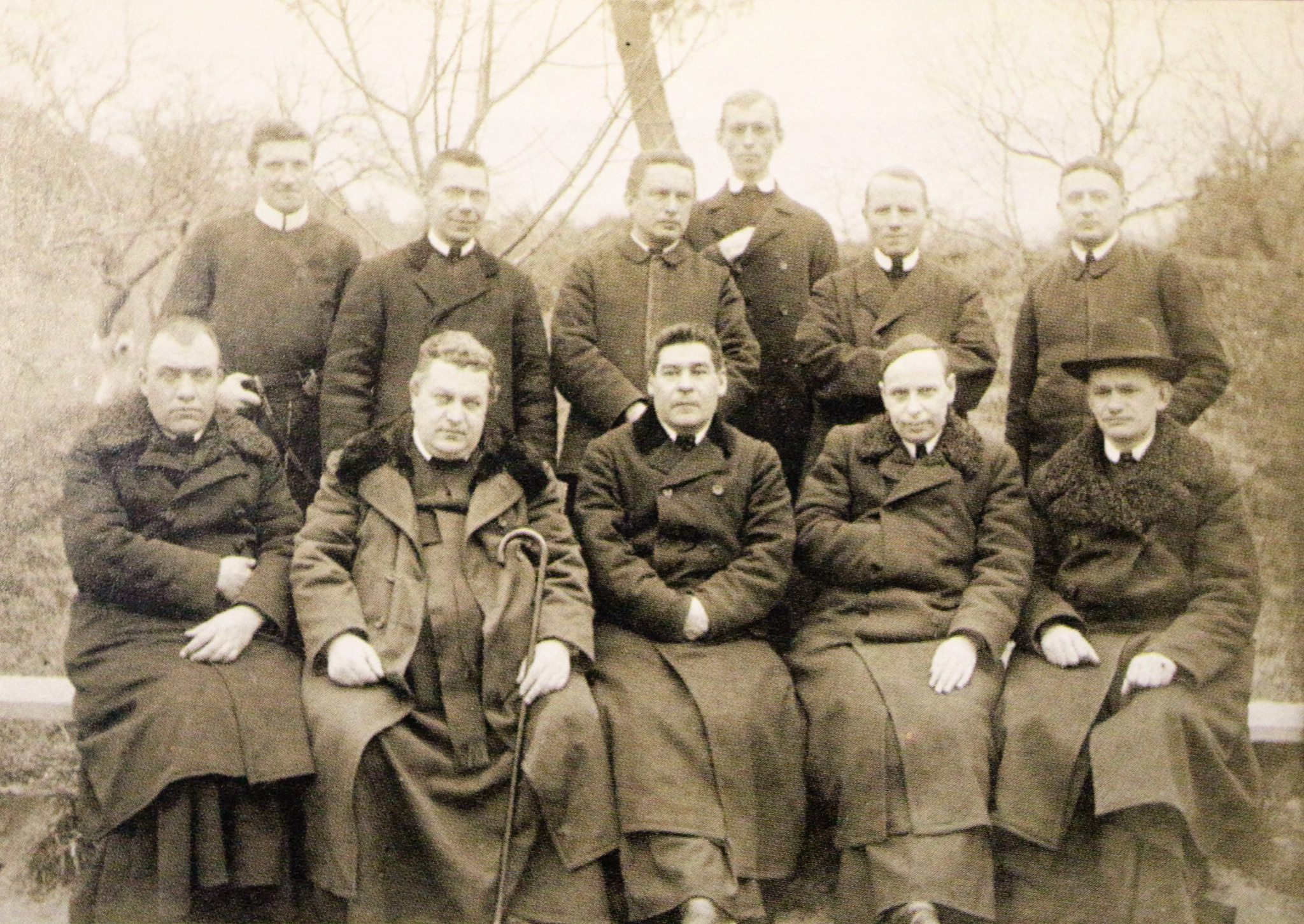
Львів, 1910-ті рр. Сидять (зліва направо): отці В. Градюк, Єронім Малицький, П. Філяс, М. Лончина, О. Бурдяк. Стоять: отці Франц Ксаверій Бонн, ЧНІ, П. Боднар, М. Повх, С. Решетило, Д. Ткачук та І. Погорецький

Отець Єронім Малицький був одним із шести галицьких василіян, які приїхали 2 листопада 1920 року, щоб розпочати реформу василіян на Закарпатті. Спочатку був ігуменом (призначений 30 жовтня 1920), прокуратором монастиря і вчителем латини на новіціяті в Мукачеві, а з 1 листопада 1923 року — ігуменом монастиря в Ужгороді.
Помер 2 березня 1925 року в Ужгороді, похований на «Замковому кладовищі» в Ужгороді.
Написав книгу «Розважання про Пресвяту Богородицю», надруковану в 1955 році видавництвом ЧСВВ у Бразилії.

## Зауваги
1. ↑  У період Добромильської реформи настоятелів василіянських монастирів, у яких містилися чернечі студії гуманістики, філософії і богослов'я на єзуїтський зразок називали ректорами. — див. ректор у єзуїтів: Rektor // Encyklopedia wiedzy o jezuitach na ziemiach Polski i Litwy 1564—1995, Oprac. Ludwik Grzebień i inni. — Kraków 2004. — S. 565.